# Símbolos de la Oficina Federal de Investigación
En este artículo se dan explicaciones detalladas sobre los símbolos oficiales que utiliza la Oficina Federal de Investigación, el servicio de seguridad y de inteligencia nacional de Estados Unidos.
El sello de la Oficina Federal de Investigación es el símbolo del FBI. Es utilizado por el FBI para representar a la organización y para autentificar ciertos documentos que expide. El término es utilizado tanto para el sello físico en sí mismo como para el diseño que está impreso en él. El sello también ha sido adaptado como parte de la bandera del FBI.
La versión actual del sello ha estado en uso desde 1941. Diseñado en 1940 por el agente especial del FBI Leo Gauthier, su diseño deriva de la bandera del FBI y simboliza los valores, las normas y la historia de la Oficina a través de los diversos elementos incorporados en el diseño. No debe confundirse con la insignia del FBI, que es más antigua y tiene un diseño diferente.

## Diseño
Los colores y el símbolo del sello de la Oficina Federal de Investigación representan los valores y estándares del FBI y de Estados Unidos, y aluden así mismo a la historia tanto de la organización como del país. En el centro del sello está representado un escudo rodeado por dos ramas de laurel, con un pergamino grabado justo debajo y sobre un campo azul. Una franja de contorno dorado está plasmada con forma de circunferencia sobre el campo, con las palabras "DEPARTMENT OF JUSTICE"" arriba y "FEDERAL BUREAU OF INVESTIGATION" debajo. Un círculo de trece estrellas doradas rodea el escudo y los laureles, lo que representa el propósito en común y los trece estados fundadores originales de Estados Unidos. Las ramas de laurel representan honores académicos, distinciones y reputación. Las dos ramas muestran un total de 46 hojas, que hacen referencia al número de estados de Estados Unidos.
El campo azul situado tras el escudo central simboliza la justicia, al igual que las franjas que están plasmadas sobre un campo dorado en la parte superior del escudo. Cinco franjas rojas y blancas paralelas en vertical forman el resto del escudo, haciéndose eco de los colores de la bandera de Estados Unidos. Al igual que con la bandera, hay una franja más roja que blanca. Las franjas simbolizan los valores del FBI; las franjas rojas representan el coraje, el valor y la fuerza, mientras que las blancas simbolizan la franqueza, la pureza y la veracidad.
Bajo la corona y el escudo hay un pergamino con las palabras "Fidelity, Bravery, Integrity" (Fidelidad, Bravura e Integridad). Este eslogan, que fue ideado en 1935 por el inspector del FBI, W.H. Drane Lester, describe los altos estándares morales y el alto nivel de motivación que el FBI espera de su personal. También refleja las propias iniciales de la Oficina como una especie de "retrónimo". Sin embargo, un artículo publicado en 2008 por el Newsweek da crédito a Edward Allen Tamm, que durante un tiempo fue uno de los principales asesores de J. Edgar Hoover, quien informaba regularmente al Presidente Franklin Roosevelt sobre asuntos de inteligencia nacional y también se conjetura que fue el que ideó el lema del FBI: "De entre las diversas historias que circulan por la oficina se le atribuye el haber inventado (en 1935 ) no solo el nombre de la oficina, sino también su lema oficial: Fidelidad, Bravura e Integridad".
El borde exterior del sello consta de una serie de picos dorados biselados. Esto representa los arduos desafíos a los que se enfrenta el FBI en su día a día y alude a la robustez de la organización. El color dorado simboliza la riqueza y el historial de misiones de la propia Oficina.

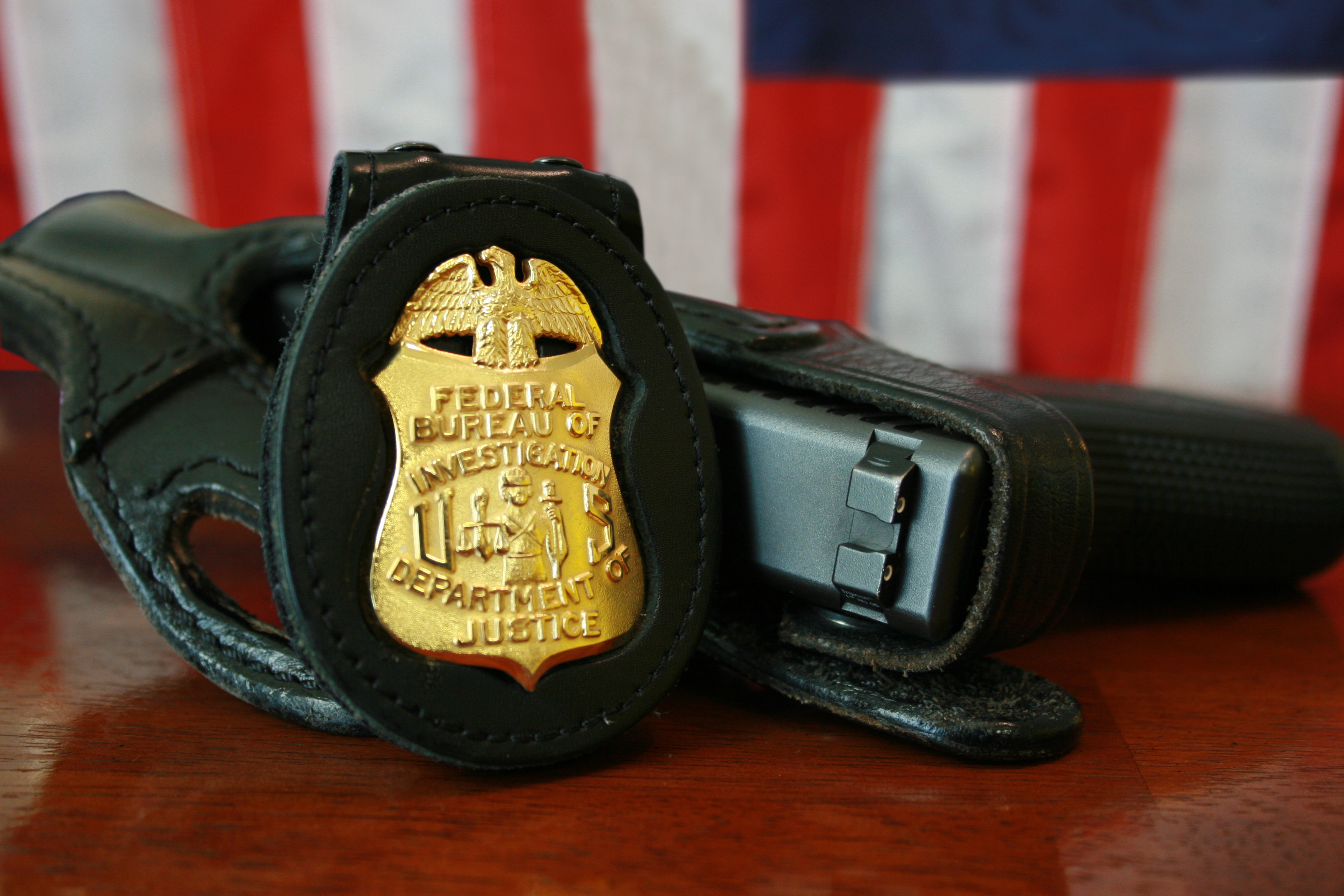
La insignia del FBI es distinta del sello del FBI y no utiliza el mismo diseño.

El sello del FBI no debe confundirse con la insignia del FBI, que data de 1935 y tiene un diseño muy diferente en el que no se incorpora el sello. La insignia está formada por un escudo en miniatura coronado por un águila. El anverso del escudo muestra a Justitia sosteniendo su balanza y una espada, junto con los nombres del FBI y el Departamento de Justicia.
Una versión modificada del sello del FBI es utilizada por la Oficina Federal de Investigación Policial, la división uniformada del FBI encargada de la protección de las instalaciones, las propiedades y el personal de la Oficina. El símbolo de la Policía del FBI es un escudo dorado con el sello en el centro flanqueado por dos ramas de laurel. En la parte superior e inferior hay pergaminos con las palabras "FBI" y "POLICÍA", respectivamente.

## Historia

Insignia de un agente especial del FBI.

Cuando el FBI fue fundada en 1908 con el nombre de Oficina de Investigación (posteriormente denominada como División de Investigación) era una organización que estaba subordinada al Departamento de Justicia de Estados Unidos. En aquel entonces no disponía de un logotipo propio, pero usaba el sello existente del Departamento de Justicia. En 1935 pasó a ser un servicio independiente dentro del Departamento de Justicia y cambió su nombre por el actual, Oficina Federal de Investigación. Para reflejar su nueva identidad adoptó una versión del sello del Departamento de Justicia con las palabras "Oficina Federal de Investigación" y "Fidelidad, Bravura e Integridad" añadidas en la banda exterior.
Durante los años siguientes se presentaron varias propuestas para un nuevo sello del FBI que mantendría la conexión con el Departamento de Justicia mientras expresaba los propios valores y la identidad distintiva del FBI. La versión actual del sello data de 1940 y fue diseñada por el agente especial Leo Gauthier, que fue un delineante, artista e ilustrador. Anteriormente Gauthier había diseñado una bandera para la Oficina y utilizó elementos de ese mismo diseño para crear un nuevo sello, el cual fue aceptado de inmediato.

## Uso
Desde 1954 la ley federal ha protegido el sello del FBI contra el uso comercial no autorizado. El uso no autorizado del sello está sujeto a enjuiciamiento (procesamiento) bajo la ley penal federal, incluidas las Secciones 701 y 709 del Título 18 del Código de Estados Unidos. La última Sección prohíbe el uso de las palabras "Oficina Federal de Investigación" o las iniciales "F.B.I.",
en relación con cualquier anuncio, circular, libro, folleto u otra publicación, videojuego, película, radiodifusión, programa de televisión u otra producción, de una manera razonablemente calculada para transmitir la impresión de que dicho anuncio, circular, libro, folleto u otra publicación, un videojuego, una película, una radiodifusión, un programa de televisión u otra producción esté aprobada, respaldada o autorizada por la Oficina Federal de Investigación.
El FBI ha tomado medidas contra los vendedores comerciales que hacen un uso no autorizado del sello y otros emblemas y símbolos de agencias federales, como el Smokey Bear. Por ejemplo, un fabricante de juguetes de Nueva York usó el sello del FBI en una pistola de agua de juguete. El FBI advirtió al fabricante que quitara el sello o sino tendría que hacer frente a un proceso judicial.
No obstante, cualquier persona que use el nombre o el sello sin propósitos comerciales, sino con fines de sátira o parodia, donde no hay implícito una remuneración, está protegida por la Primera Enmienda.